# Fausto Sarli
Fausto Sarli (Nápoles, 9 de maio de 1927 – Roma, 9 de dezembro de 2010) foi um estilista italiano que vestiu, entre outros, Elizabeth Taylor, Monica Bellucci e Carla Bruni.

## Biografia
Ele apresentou sua primeira coleção no Palazzo Pitti, em Florença em 1954 aos 29 anos. Em 1958, ele estabeleceu sua própria casa, em Nápoles. Abriu ateliês em Roma, na Via Veneto, e Milão. Sarli exporta suas coleções principalmente para o Canadá, Japão, Estados Unidos e países do Golfo Pérsico.
O presidente italiano, Giorgio Napolitano elogiou o "mestre do estilo universalmente apreciado", a originalidade, sobriedade e qualidade na mensagem de condolências.